# القصر الأبيض (فلم)
القصر الأبيض (بالإنجليزية: White Palace) هو فيلم درامي رومانسي أمريكي إنتاج عام 1990 من إخراج لويس ماندوكي، الفيلم من بطولة سوزان ساراندون، جيمس سبادر، جيسون ألكسندر، كاثي بيتس، ستيفن هيل، جيريمي بيفن ورينيه تايلور. كتبه تيد تالي وألفين سارجنت ، استنادًا إلى الرواية التي تحمل الاسم نفسه لجلين سافان (الذي يظهر في الفيلم كإضافة مع جزء صغير يتحدث).
يركز الفيلم على العلاقة غير المتوقعة بين أرمل شاب من الطبقة المتوسطة ويقع في حب نادلة من الطبقة العاملة في منتصف العمر في سانت لويس بولاية ميزوري. ألّف جورج فينتون النوتة الموسيقية الأصلية. يُسوَّق للفيلم بشعار "قصة شاب وامرأة أكثر جرأة".

## فريق التمثيل
- سوزان ساراندون في دور نورا بيكر
- جيمس سبادر في دور ماكس بارون
- جيسون الكسندر في دور نيل
- كاثي بيتس في دور روزماري
- إيلين برينان في دور جودي
- ستيفن هيل في دور سول هورويتز
- كوري باركر في دور لاري كلوجمان
- راشيل شاغال في دور راشيل
- رينيه تايلور في دور إيديث بارون
- جوناثان بينر في دور مارف ميلر
- باربرا هوارد في دور شيري كلوجمان
- كيم مايرز في دور هايدي سليمان
- ميتزي ماكول في دور صوفي روزن

## روابط خارجية
- القصر الأبيض  في قاعدة بيانات الأفلام على الإنترنت (بالإنجليزية)
- القصر الأبيض على موقع أول موفي.
- القصر الأبيض في موقع بوكس أوفيس موجو.